# 11702 Mifischer
11702 Mifischer (1998 FE117) là một tiểu hành tinh vành đai chính được phát hiện ngày 31 tháng 3 năm 1998 bởi nhóm nghiên cứu tiểu hành tinh gần Trái Đất phòng thí nghiệm Lincoln ở Socorro.